# Wahlbezirk Österreich unter der Enns 17
Der Wahlbezirk Österreich unter der Enns 17 war ein Wahlkreis für die Wahlen zum Abgeordnetenhaus im österreichischen Kronland Österreich unter der Enns. Der Wahlbezirk wurde 1907 mit der Einführung der Reichsratswahlordnung geschaffen und bestand bis zum Zusammenbruch der Habsburgermonarchie.

## Geschichte
Nachdem der Reichsrat im Herbst 1906 das allgemeine, gleiche, geheime und direkte Männerwahlrecht beschlossen hatte, wurde mit 26. Jänner 1907 die große Wahlrechtsreform durch Sanktionierung von Kaiser Franz Joseph I. gültig. Mit der neuen Reichsratswahlordnung schuf man insgesamt 516 Wahlbezirke, wobei mit Ausnahme Galiziens in jedem Wahlbezirk ein Abgeordneter im Zuge der Reichsratswahl gewählt wurde. Der Abgeordnete musste sich dabei im ersten Wahlgang oder in einer Stichwahl mit absoluter Mehrheit durchsetzen. Der Wahlkreis Österreich unter der Enns 17 umfasste Teile des 9. Wiener Gemeindebezirk Alsergrund, d. h. den Teil der von der Grenze zu den Bezirken I., II. und XX. sowie der Linie Alserbachstraße, Nußdorfer Straße, Spitalgasse und der Grenze zum VIII. Bezirk begrenzt wird.
Aus der Reichsratswahl 1907 ging Paul von Hock (Unabhängiger) aus der Stichwahl als Sieger hervor. Er konnte sein Mandat bei der Reichsratswahl 1911 in der Stichwahl erfolgreich verteidigen.

## Wahlergebnisse

### Reichsratswahl 1907
Die Reichsratswahl 1907 wurde am 14. Mai 1907 (erster Wahlgang) sowie am 23. Mai 1907 (Stichwahl) durchgeführt.

#### Erster Wahlgang
| Kandidat                                                                     | Partei                                   | Wahlkreis- stimmen | Stimmen- anteil |
| ---------------------------------------------------------------------------- | ---------------------------------------- | ------------------ | --------------- |
| Josef Stary                                                                  | Christlichsoziale Partei                 | 3220               | 43,9 %          |
| Paul von Hock                                                                | deutsch-fortschrittlicher Kandidat       | 3120               | 42,5 %          |
| Wilhelm Schiegl                                                              | Sozialdemokratische Arbeiterpartei       | 743                | 10,1 %          |
|                                                                              | tschechischer Kandidat                   | 104                | 1,4 %           |
|                                                                              | deutsch-nationaler/alldeutscher Kandidat | 71                 | 1,0 %           |
| Sonstige                                                                     |                                          | 78                 | 1,1 %           |
| Wahlberechtigte: 8250, Ungültige/Leere Stimmen: 180, Wahlbeteiligung: 91,1 % |                                          |                    |                 |

#### Stichwahl
| Kandidat                                                              | Partei                             | Wahlkreis- stimmen | Stimmen- anteil |
| --------------------------------------------------------------------- | ---------------------------------- | ------------------ | --------------- |
| Paul von Hock                                                         | deutsch-fortschrittlicher Kandidat | 3911               | 53,2 %          |
| Josef Stary                                                           | Christlichsoziale Partei           | 3442               | 46,8 %          |
| Wahlberechtigte: 8250, Ungültige Stimmen: 161, Wahlbeteiligung:91,1 % |                                    |                    |                 |

### Reichsratswahl 1911
Die Reichsratswahl 1911 wurde am 13. Juni 1911 (erster Wahlgang) sowie am 20. Juni 1911 (Stichwahl) durchgeführt.

#### Erster Wahlgang
| Kandidat                                                                     | Partei                             | Wahlkreis- stimmen | Stimmen- anteil |
| ---------------------------------------------------------------------------- | ---------------------------------- | ------------------ | --------------- |
| Paul von Hock                                                                | deutsch-freiheitlicher Kandidat    | 3065               | 41,7 %          |
| Richard Weiskirchner                                                         | Christlichsoziale Partei           | 2707               | 36,8 %          |
| Johann Samt                                                                  | Sozialdemokratische Arbeiterpartei | 1015               | 13,8 %          |
| Josef Morawek                                                                | deutsch-nationaler Kandidat        | 211                | 2,9 %           |
| F. Weider                                                                    | tschechisch-nationaler Kandidat    | 135                | 1,8 %           |
|                                                                              | deutsche Wirtschaftspartei         | 48                 | 0,7 %           |
| Heiliger                                                                     | Christlichsozialer Kandidat        | 46                 | 0,6 %           |
| Sonstige                                                                     |                                    | 126                | 1,7 %           |
| Wahlberechtigte: 8633, Ungültige/Leere Stimmen: 338, Wahlbeteiligung: 89,1 % |                                    |                    |                 |

#### Stichwahl
| Kandidat                                                               | Partei                          | Wahlkreis- stimmen | Stimmen- anteil |
| ---------------------------------------------------------------------- | ------------------------------- | ------------------ | --------------- |
| Paul von Hock                                                          | deutsch-freiheitlicher Kandidat | 4336               | 60,1 %          |
| Richard Weiskirchner                                                   | Christlichsoziale Partei        | 2881               | 39,9 %          |
| Wahlberechtigte: 8633, Ungültige Stimmen: 352, Wahlbeteiligung: 87,7 % |                                 |                    |                 |